# Stanislav Stratiev
Stanislav Stratiev (Bulgaars: Станислав Стратиев) (Sofia, 9 september 1941 - aldaar, 20 september 2000) was een Bulgaars schrijver, vooral bekend om zijn toneelwerk. 

## Levensloop
Stanislav Stratiev studeerde Bulgaarse filologie aan de Universiteit van Sofia. Werkte vervolgens als journalist bij verschillende kranten en sinds 1976 als dramaturg bij het Satirisch Theater van Sofia. Hij heeft vele theaterspelen op zijn naam staan. Voor twee ervan ontving hij een internationale prijs. Hij schreef ook - in Italië en Moskou bekroonde - filmscenario's. Tevens publiceerde hij drie romans, drie kinderboeken en vijf verhalenbundels die in meer dan dertig talen vertaald zijn. 

### Toneelstukken
- The Roman Bath
- The Suede Jacket
- The Bus
- The Perfectionist
- Don't Lose Your Spirit
- It's a Short Life
- Mammoth
- On the Other Side
- Empty Rooms

### Filmscenario's
- The Wardrobe (1974)
- The Warden of the Fortress (1974)
- Short Sun (1979)
- Childhood Sun (1981)
- A Band With No Name (1982)
- Equilibrium (1983)
- Even God Has Come Down To See Us (2001)
- Sparrows in October (2006)